# Seigneurie de Grandcour
Entités suivantes :
- Bailliage d'Avenches

La seigneurie de Grandcour est une seigneurie située dans l'actuel canton de Vaud. 

## Histoire
Les seigneurs de Grandcour sont à l'origine vassaux des évêques de Lausanne. En plus de Grandcour, Chevroux, Saint-Aubin (jusqu'en 1443) et certains droits sur Missy dépendaient de la seigneurie,.
La seigneurie appartient d'abord à la famille de Cossonay-Prangins, puis à Louis Ier de Vaud dès 1293. Elle est ensuite inféodée à la famille de Grandson de 1311 à 1397. Humbert de Savoie en est le seigneur de 1403 à 1440. Dès 1450, la seigneurie appartient à François Ier de Gruyère, puis à Philibert de Compey dès 1473, à Georges de Rive dès 1526, aux Diesbach de Fribourg de 1532 à 1736 et aux Labat de Genève de 1756 à 1798,.
Dès 1536, la seigneurie dépend du bailliage d'Avenches. Sous le régime bernois, la seigneurie est composée des communes de Grandcour et Chevroux.

### Ouvrages
- Marcel Godet, Henri Türler et Victor Attinger, Dictionnaire historique & biographique de la Suisse, vol. 3, Neuchâtel, Imprimerie Paul Attinger, 1926 (lire en ligne), p. 30, 31, 519, 531 et 657

### Dictionnaire historique de la Suisse
- Gilbert Marion, « Grandcour » dans le Dictionnaire historique de la Suisse en ligne, version du 17 juillet 2007.